# Салеран
Салера́н (фр. Salérans, окс. Salerans) — коммуна во Франции, находится в регионе Прованс — Альпы — Лазурный Берег. Департамент коммуны — Верхние Альпы. Входит в состав кантона Рибьер. Округ коммуны — Гап.
Код INSEE коммуны — 05160.

## Население
Население коммуны на 2008 год составляло 78 человек.
| 1962 | 1968 | 1975 | 1982 | 1990 | 1999 | 2008 |
| ---- | ---- | ---- | ---- | ---- | ---- | ---- |
| 47   | 52   | 61   | 37   | 54   | 83   | 78   |

## Экономика
В 2007 году среди 50 человек в трудоспособном возрасте (15—64 лет) 26 были экономически активными, 24 — неактивными (показатель активности — 52,0 %, в 1999 году было 44,2 %). Из 26 активных работали 20 человек (10 мужчин и 10 женщин), безработных было 6 (3 мужчин и 3 женщины). Среди 24 неактивных 7 человек были учениками или студентами, 9 — пенсионерами, 8 были неактивными по другим причинам.